# Tronadora (Tilarán)
Tronadora es un distrito del cantón de Tilarán, en la provincia de Guanacaste, de Costa Rica.

## Historia
La primera incursión o acceso a la Zona de Tronadora que fue documentada ocurrió en el año 1909, según el historiador Mauricio Montoya en su libro "Historia de Tilarán".
Esta comunidad empieza a desempeñar un papel importante en la Historia de Costa Rica, en la década de los 70. Después de la erupción del Volcán Arenal en 1968 y del terremoto del Tilarán en 1973, el Instituto Costarricense de Electricidad (ICE), decide iniciar la construcción de proyecto de embalse del Arenal, un proyecto ambicioso para la época, lo que significaría la reubicación de las comunidades de Viejo Tronadora y Viejo Arenal (como se les llama actualmente) y las familias que vivían en fincas en las áreas que fueron inundadas a zonas más altas.
El proyecto es único en su especie en la Historia de Costa Rica, y es un rotundo éxito, la comunidad de Tronadora es reubicada al suroeste del hoy embalse, más conocido como el Lago Arenal. Nueva Tronadora (aunque se le dio este nombre, solo se le llama con el Nombre de Tronadora por los lugareños) es construida pensado en futuro crecimiento poblacional, por lo que es dotada de una escuela, salón comunal, cuatro parques, cementerio, iglesia católica y una cancha de fútbol (todo es en dimensiones mucho más grandes que la anteriores), además las propiedades donde son construidas las casas son lo suficientemente grandes para que las familias desarrollaran huertas, y se dejan en pie proyectos para la construcción de más áreas deportivas y la construcción de un colegio para cuando existiera la población estudiantil necesaria.
En la actualidad la comunidad tiene un población tres veces mayor a la que fue reubicada, una población estudiantil de nivel primario es superior a los 300 estudiantes y de segunda enseñanza es de más 200, cuenta con dos escuelas (La escuela de Tronadora y la escuela del Roble), un EBAIS, un CEN-CINAI, un Colegio Técnico Profesional, librerías y una carretera pavimentada hasta el centro de la comunidad.

## Ubicación
Su cabecera del mismo nombre se ubica en las orillas del Lago Arenal a una altitud de 600 m s. n. m. y a 8 km al noreste de la ciudad de Tilarán, cabecera del cantón. 
Limita con los distritos de Tilarán y Quebrada Grande al oeste y sur, con el Lago Arenal al norte y este, así como con los cantones de Abnagares y San Ramón al sureste.

## Geografía
Tronadora cuenta con un área de 139,93 km² y una altitud media de 600 m s. n. m.

## Demografía
Para el año 2022, Tronadora cuenta con una población estimada de 2079 habitantes, y para el último censo efectuado, en 2011, Tronadora contaba con una población de 1795 habitantes.

## Localidades
- Poblados: Arenal Viejo, Colonia Menonita, Río Chiquito Abajo, Silencio.

## Economía
Su principal actividad económica sigue siendo la ganadería. La actividad agrícola ha experimentado un decrecimiento enorme, sobre todo desde la caída de la producción cafetalera en el país. Otras fuentes de empleo vienen de la producción eléctrica del embalse y de los proyectos eólicos, pero que son fuera del distrito; la actividad turística está ganando cada vez más fuerza. Debido a que los extranjeros valoran la tranquilidad de la zona, muchos escogen esta área para la construcción de vivienda, situación que se repite en todos los distritos del cantón que tienen vista al lago, a diferencia de La Fortuna, del cantón de San Carlos en donde el desarrollo turístico se centra en el campo hotelero.

## Transporte

### Carreteras
Al distrito lo atraviesan las siguientes rutas nacionales de carretera:
- Ruta nacional 926
- Ruta nacional 936